# Faten Ghattas
Pour les articles homonymes, voir Ghattas.
Faten Ghattas, née le 13 octobre 1964 à Tunis, est une nageuse tunisienne.

## Parcours
Elle découvre la natation à l'âge de quatre ans ; elle est fortement encouragée par son père, Kamel Ghattas, grande figure sportive qui a été entre autres joueur et entraîneur de handball, journaliste sportif pendant près de quarante ans, secrétaire général de la Fédération tunisienne de natation et secrétaire administratif du Club africain. « Je suis née dans la piscine ! » déclare-t-elle ainsi au quotidien La Presse de Tunisie. En effet, elle habite alors à quelque 500 mètres de la piscine du complexe d'El Menzah.
Frej Ben Messaoud la prend en charge et lui transmet sa longue expérience et son savoir-faire. Elle opte pour la polyvalence : « J'ai toujours préféré participer à un championnat pour nager dans toutes les courses et remporter à chacune un prix pour hisser le nom de mon pays que de me préparer pendant quatre ou cinq ans pour participer à une seule course dans une joute mondiale ».
Pendant huit ans, elle domine la scène nationale en trustant les titres, ne cédant que ceux des épreuves du 50 mètres et 100 mètres nage libre à Senda Gharbi. Elle s'illustre aussi au niveau continental et collectionne les trophées mais n'ambitionne pas de distinction mondiale : elle n'obtient pas de bons résultats aux Jeux olympiques d'été ou aux Jeux méditerranéens.
Elle met fin à sa carrière de nageuse en 1987, après le championnat national où elle obtient sept titres et bat le record africain du 800 mètres nage libre. Elle réussit sa reconversion en poursuivant ses études qu'elle achève par une thèse de doctorat intitulée Étude du plongeon de départ en natation. Elle exerce actuellement comme professeur-chercheur à l'Institut supérieur du sport et de l'éducation physique de Ksar Saïd (biomécanique, anatomie et physiologie) et comme directeur technique et entraîneur de natation au sein de son club de toujours, le Club africain.
Elle encadre également sa fille, Cyrine Hambli, qui est déjà championne de Tunisie du 100 mètres nage libre.

## Palmarès

### Niveau national
- Plusieurs fois championne de Tunisie de 1979 à 1987 sur la plupart des épreuves individuelles et collectives à l'exception du 50 mètres et du 100 mètres nage libre

### Niveau arabe
- Jeux panarabes de 1985 : dix médailles d'or, deux médailles d'argent et une médaille de bronze

### Niveau africain
- Jeux panafricains de 1987 : neuf médailles d'or et trois médailles d'argent

### Niveau maghrébin
- Championnat maghrébin de natation : un total de douze médailles d'or au cours de différentes éditions

## Jeux olympiques
Participation aux Jeux olympiques d'été de 1984 avec les résultats suivants :
- 25e sur 100 mètres papillon
- 35e sur 100 mètres nage libre
- 25e sur 200 mètres papillon
- 23e sur 200 mètres 4 nages

## Distinction
- Deux fois lauréate du référendum du meilleur sportif tunisien en 1982 et 1985